# Marganell
Marganell ist ein Ort und eine Gemeinde (municipi) mit 308 Einwohnern (Stand: 2024) in der Comarca Bages in der Provinz Barcelona in der spanischen Autonomen Region Katalonien.

## Geographie

### Lage
Der Ort Marganell liegt in einer Höhe von etwa 300 Metern ü. d. M. am Rand des Montserrat in der Kultur- und Weinlandschaft Pla de Bages. Die Städte Barcelona und Manresa liegen etwa 63 Kilometer (Fahrtstrecke) südöstlich bzw. etwa 14 Kilometer nördlich.

### Gemeindegliederung
Zur Gemeinde gehören die Ortschaften El Casot, La Colònia Puig, Pla de Roldors und Santa Cecilia.

## Geschichte
Prähistorische, antike, westgotische und islamische Spuren finden sich auf dem abgelegenen und zerklüfteten Gemeindegebiet nicht. Im 9. und 10. Jahrhundert wurde die nahezu menschenleere Region durch die Grafen von Barcelona aus den Händen des Islam zurückerobert (reconquista), wiederbesiedelt (repoblación) und mit Burgen (castells) und Kirchen (esglésies oder ermitas) gesichert.

### Bevölkerungsentwicklung
| Jahr      | 1960 | 1970 | 1981 | 1990 | 2000 | 2011 |
| Einwohner | 268  | 241  | 261  | 211  | 233  | 314  |

Seit der Mitte des 19. Jahrhunderts ist die Einwohnerzahl der Gemeinde in etwa konstant geblieben.

## Wirtschaft
Früher lebten die Einwohner hauptsächlich als Selbstversorger von der Landwirtschaft, zu der auch der Anbau von Wein und die Haltung von Vieh (v. a. Schafe und Ziegen) gehörte; die Milch der Tiere wurde üblicherweise gemischt und zu einem Rohmilchkäse, dem Mató, weiterverarbeitet, der auf den Märkten der Region getauscht oder verkauft werden konnte. Bereits im ausgehenden Mittelalter fungierte Marganell auch als handwerkliches und merkantiles Zentrum für die Dörfer und Einzelgehöfte (masies) in der Umgebung. Seit den 1960er Jahren spielt auch der Tourismus eine nicht unbedeutende Rolle für die Einnahmen der Gemeinde.

## Sehenswürdigkeiten

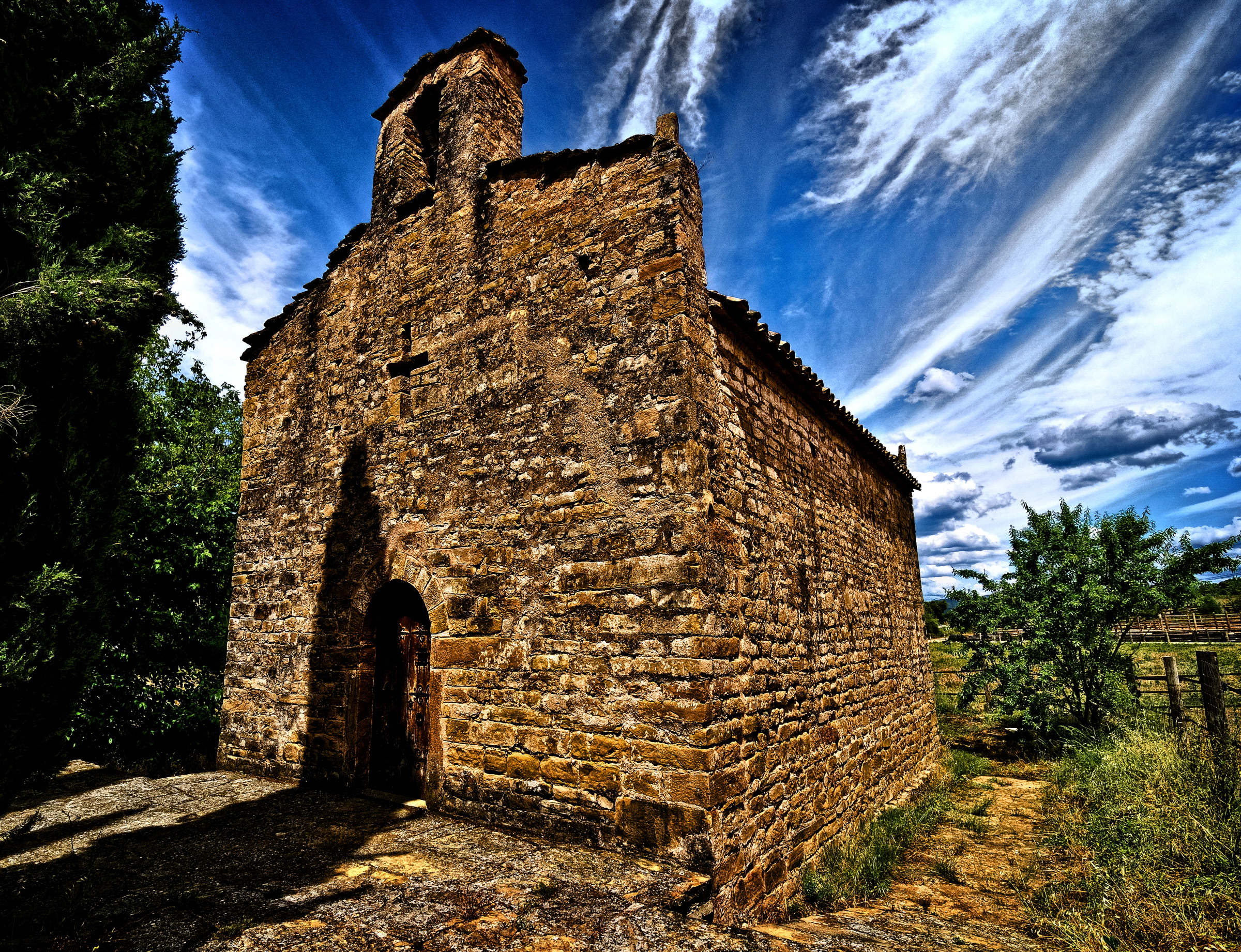
Kirche Sant Jaume

- Die heutige Pfarrkirche entstammt – trotz ihrer einfachen Architektur – dem 16. oder 17. Jahrhundert.
- Das Dach der ehemaligen Pfarrkirche Sant Esteve aus dem 13. Jahrhundert ist bereits seit langem eingestürzt. Der frei danebenstehende Glockenturm (campanar) wurde später hinzugefügt.
- Auf dem Gebiet der Gemeinde liegt die ehemalige Klosterkirche Santa Cecília, ein dreischiffiger romanischer Bau aus dem 11. Jahrhundert.
- Die bereits im Jahr 924 urkundlich erwähnte ehemalige Kirche Sant Jaume befindet sich auf dem Areal der zerstörten Burg Castellbell. Der äußerlich – bis auf ein kreuzförmiges Fenster und einen einfachen Glockengiebel (espadanya) über dem Westportal – schmucklose einschiffige Bau diente ehemals wohl als Burgkapelle.
- Das Kloster Sant Benet de Montserrat mit seinem hohen freistehenden Glockenturm ist ein Neubau des 20. Jahrhunderts.